# Jesse Joronen
Jesse Pekka Joronen (* 21. März 1993 in Rautjärvi) ist ein finnischer Fußballtorwart, der seit 2022 beim italienischen Verein FC Venedig unter Vertrag steht. Seit Januar 2013 ist er zudem finnischer Nationaltorhüter.

## Vereinskarriere

### FC Fulham und Leihgeschäfte
Der in Rautjärvi geboren und aufgewachsene Jesse Joronen begann seine fußballerische Ausbildung beim lokalen Verein Simpeleen Urheilijat, von dort der Torwart im Jahr 2009 in die Jugendakademie des englischen Erstligisten FC Fulham wechselte. Im Juni 2010 unterzeichnete er seinen ersten professionellen Dreijahresvertrag bei den Cottagers, blieb aber vorerst bei den Junioren. Im Mai 2012 verlängerte er seinen Vertrag um zwei Jahre.
Am 25. Oktober 2012 wurde er für einen Monat an den Sechstligisten Maidenhead United ausgeliehen. Das Leihgeschäft wurde anschließend ausgedehnt und er kam bis Januar 2013 in acht Ligaspielen für die Magpies zum Einsatz. Nach seiner Rückkehr spielte er erstmals in der U23-Mannschaft Fulhams. Am 22. Februar 2013 wechselte er auf Leihbasis für einen Monat zum Fünftligisten Cambridge United. Bereits am nächsten Tag wurde die Vereinbarung wieder aufgelöst und Joronen kehrte nach London zurück, da er sich weigerte, im Spieltagskader als Ersatztorhüter genannt zu werden.
Am 3. Mai 2013 kehrte er in sein Heimatland Finnland zurück, wo er bis August 2013 an den Erstligisten FC Lahti ausgeliehen wurde. Sein Debüt bestritt er bereits zwei Tage später (4. Spieltag) beim 1:0-Heimsieg gegen den Kuopion PS. Bei den Mustat kuhnurit etablierte er sich als Stammtorhüter und kehrte nach 18 Ligaeinsätzen wieder zum FC Fulham zurück. In der nächsten Saison 2013/14 spielte er nur sieben Mal für die U23 in der Premier League 2, da er sich mit diversen Torhütern, wie Marcus Bettinelli, Marek Rodák oder Max Oberschmidt, Einsatzzeit teilen musste.
Zu Beginn der folgenden Spielzeit 2014/15 wurde er mit einem neuen Zweijahresvertrag ausgestattet und in die erste Mannschaft befördert. Cheftrainer Felix Magath ermöglichte ihm bereits am 9. August 2014 (1. Spieltag) gab er bei der 1:2-Auswärtsniederlage gegen Ipswich Town sein Debüt in der ersten Mannschaft. Nachdem die ersten vier Ligaspiele der Saison mit Joronen im Tor allesamt verloren gingen, wurde er durch den ein Jahr älteren Bettinelli und Routinier Gábor Király verdrängt.
Am 17. Oktober 2014 wechselte er auf Leihbasis zum Viertligisten Accrington Stanley. Der Wechsel außerhalb der Transferphase wurde möglich, da Accringtons ausgeliehener Stammtorhüter Aaron Chapman verletzt ausgefallen war und von seinem Verein zurückgerufen wurde. Bereits am nächsten Tag (13. Spieltag) stand er bei der 1:2-Auswärtsniederlage gegen den FC Stevenage zwischen den Pfosten und auch in den folgenden Ligaspielen wurde er eingesetzt. In seinem vierten Einsatz gegen den FC Morecambe am 31. Oktober (16. Spieltag), renkte er sich seine Kniescheibe aus und fiel für mehrere Monate verletzungsbedingt aus. Fulham beorderte ihn umgehend zurück und Joronen kehrte in dieser Spielzeit nicht mehr auf das Spielfeld zurück.
Nachdem er bei den Cottagers inzwischen völlig außen vor war, wechselte er am 27. August 2015 erneut in einem Leihgeschäft bis Januar 2016 zum Viertligisten FC Stevenage. Dort debütierte er zwei Tage später (5. Spieltag) beim 1:1-Unentschieden gegen Dagenham & Redbridge. Bei Boro stieg er in kürzester Zeit zum Stammtorhüter und Leistungsträger auf. Nationales Aufsehen erreichte er am 17. Oktober 2015 (13. Spieltag) beim 2:1-Heimsieg gegen die Wycombe Wanderers, als er in der 10. Spielminute mit einem langen Abschlag außerhalb des eigenen Strafraumes den gegnerischen Torhüter Matt Ingram überwinden konnte und so das zwischenzeitliche 1:0-Führungstor erzielte. Beim 3:0-Heimsieg gegen den FC Gillingham in der ersten Runde des FA Cups verletzte sich Joronen am Bauch und kehrte anschließend wieder zum FC Fulham zurück. Dort bestritt er nach seiner Rückkehr nur vier Ligaspiele für die Reserve, unterzeichnete dennoch am 12. Mai 2016 einen neuen Einjahresvertrag.
In der Saison 2016/17 blieb er bei Fulham, war aber nur dritte Wahl und absolvierte drei EFL-Cup-Spiele und kam in sieben Ligaspielen der Reserve zum Einsatz. Joronen wurde im Mai 2017 erneut ein neuer Vertrag angeboten, er verweigerte jedoch eine erneute Verlängerung und am 30. Juni 2016 verließ er den FC Fulham nach acht Jahren ablösefrei.

### Durchbruch in Dänemark
Am 10. Juli 2017 unterzeichnete er einen Zweijahresvertrag beim dänischen Erstligisten AC Horsens. Sein Debüt absolvierte er am 14. Juli 2017 (1. Spieltag) beim 2:1-Auswärtssieg gegen den Aarhus GF. Mit Horsens erlebte er einen hervorragenden Start in die Saison 2017/18, zu dem er mit guten Leistungen beitragen konnte. Dies machte auch größere Vereine auf den Finnen aufmerksam und bereits am 15. Dezember 2017 präsentierte der Ligakonkurrent FC Kopenhagen Jesse Joronen als Neuzugang für die kommende Spielzeit 2018/19. In dieser Saison kam Joronen für Horsens in 28 Ligaspielen zum Einsatz.
Zum 1. Juli 2018 trat er einen Fünfjahresvertrag beim Rekordmeister FC Kopenhagen an. Sein Debüt bestritt er am 19. Juli 2018 beim 1:1-Unentschieden gegen den Kuopion PS in der Qualifikation zur UEFA Europa League. In dieser Partie verlor er nach einer Kollision mit seinem Teamkollegen Denis Vavro zwei Zähne. Er erhielt rasch den Vorzug gegenüber dem erfahrenen Stephan Andersen und bestritt in der Spielzeit 2018/19 insgesamt 31 Ligaspiele. Mit Kopenhagen gewann er die dänische Meisterschaft.

### Stationen in Italien
Am 11. Juli 2019 verpflichtete der italienische Serie-A-Aufsteiger Brescia Calcio Joronen für eine Ablösesumme in Höhe von fünf Millionen Euro als neuen Stammtorhüter und stattete ihn mit einem Dreijahresvertrag aus. Sein Debüt bestritt er bei einer 1:2-Pokalniederlage nach Verlängerung gegen den AC Perugia. Mit den Rondinelle geriet er bereits frühzeitig in der Saison 2019/20 in die Abstiegsränge, schaffte es aber mit guten Leistungen selbst zu beeindrucken. Trotzdem musste die Mannschaft am Ende der Saison als Tabellenvorletzter absteigen. In den folgenden beiden Jahren spielte er mit dem Verein daraufhin weiterhin als Stammtorhüter in der Serie B.
Im Sommer 2022 wechselte Joronen innerhalb der Serie B zum Ligakonkurrenten FC Venedig, bei dem er sich in der Folge ebenfalls als Stammtorhüter durchsetzen konnte. Im Sommer 2024 stieg er mit der Mannschaft in die erstklassige Serie A auf. Dort bestritt er in der anschließenden Spielzeit 2024/25 noch die ersten sieben Ligaspiele, verlor dann jedoch seinen Stammplatz an den neu verpflichteten Filip Stanković.

## Nationalmannschaft
Jesse Joronen repräsentierte sein Heimatland in den Altersklassen der U17 und U19, bevor er im Juni 2011 erstmals für die U21-Nationalmannschaft zum Einsatz kam. Bis Juni 2014 bestritt er für diese Auswahl elf Länderspiele und trug dabei auch mehrmals die Kapitänsbinde.
Am 23. Januar 2013 debütierte er – Joronen hatte bis zu diesem Zeitpunkt noch nicht sein Profidebüt gegeben – beim 3:1-Testspielsieg gegen Thailand für die finnische A-Nationalmannschaft. In den nächsten fünf Jahren machte er nur wenige Länderspiele, da er häufig nur der Ersatz hinter der Nummer eins Lukáš Hrádecký war. Dies war auch bei der Qualifikation zur Europameisterschaft 2021 der Fall, bei der den Huuhkajat erstmals die Qualifikation für eine Endrunde gelang. Er kam erst im letzten Spiel gegen Griechenland zum Einsatz, vor welchem die Qualifikation bereits geschafft war. Für die Europameisterschaft 2021 wurde er in den finnischen Kader berufen, kam dort in den drei Spielen der Finnen, nach denen sie ausschieden, aber nicht zum Einsatz.

## Erfolge
FC Kopenhagen
- Dänischer Meister: 2018/19